# 先驱者1号
先驱者1号（英語：Pioneer  1 或 Able-2），是属于美国先驱者计划的月球探测器，该探测器也是美国国家航空航天局成功发射的第一个航天器。探测器原计划用于探测地球附近和月球轨道上的电离层、宇宙射线、磁场、游离辐射和微陨星。但由于发射载具提前熄火，探测器未能达到理论速度，因此无法完成接近月球的计划。它在运行了43小时后进入地球大气层，最后坠落到南太平洋。

## 结构和组成
先驱者1号由两个多层玻璃纤维圆锥和一个圆柱体组成，玻璃纤维被涂上黑白两色以调节温度。探测器的顶部是一枚制动火箭，底部是8枚可抛弃的固体火箭。这些微调火箭呈环状排布，总质量达11千克。圆环的直径为74厘米，两个圆锥锥尖的距离为76厘米。圆锥内还安放了磁场探测仪，红外摄像机则被安置在圆柱体内。此外还有测量空间放射性的电离室，用来探测微小陨石的隔膜/麦克风系统，探测精度能达到5微高斯的磁场探测仪，以及记录探测器内部情况的测温电阻。所有的这些科学仪器总质量为17.8千克。探测器内设置了镍镉电池、银电池、水银电池来为不同的系统供电。无线电系统以108.06兆赫兹发射数据，115兆赫兹接受命令。探测器以1.8转每秒的转速稳定飞行方向，以地球磁场作为导航。

## 任务
先驱者1号原计划探测月球，但由于发射载具提前了10秒熄火，故而停留在113,800公里的大椭圆轨道上。本来工作人员计划让先驱者1号进入一条地球轨道使它能够成为地球人造卫星，以便长期长期获得观测数据。但是由于电池温度太低而点火失败。在停止工作之前，该探测器仍然传回了一些地球附近宇宙空间尤其是范艾伦辐射带的数据。这些数据，勾画出了宇宙空间电离通量，是人类在有关星际间微流星体和行星际磁场密度上的首次测量，也是对有关在磁场中磁流体动力学振动方面的首次调查。两天后，即在1958年10月13日格林尼治时間03:46，先驱者1号因为与大气层摩擦损失速度而坠入南太平洋。